# Il viaggio (programma televisivo)
Il viaggio è stato un programma televisivo andato in onda ogni lunedì, dal 3 settembre al 24 settembre 2012 su Rai 3 e in alta definizione su Rai HD e condotto da Pippo Baudo.
Il programma è stato rinnovato per una seconda edizione l'estate dell'anno successivo.

## La trasmissione
Nel programma il conduttore Pippo Baudo viaggiava, con un camper, in alcune regioni (Toscana, Romagna, Puglia, Marche) e città italiane (Milano, Roma) per far scoprire le bellezze paesaggistiche e culturali del posto e per incontrare, nelle loro terre d'origine, i personaggi del mondo dello spettacolo, della televisione e della musica.
La sigla di apertura del programma era la canzone Strada facendo nella versione cantata da Claudio Baglioni mentre quella di chiusura era una canzone diversa ogni puntata.

## Ascolti

### 1ª edizione
| Puntata | Messa in onda     | Ospiti | Telespettatori | Share |
| ------- | ----------------- | --- | -------------- | ----- |
| 1       | 3 settembre 2012  | Jovanotti, Edoardo Nesi, Matteo Renzi, Marcello Lippi, Ombretta Colli, J-Ax, Franco Migliacci | 1.732.000      | 7,12% |
| 2       | 10 settembre 2012 | Raoul Casadei e Mirko Casadei, Gian Antonio Stella, Gigliola Cinquetti, Anna Falchi, Maurizio Ferrini, Piero Focaccia, Martina Colombari, Letizia Moratti, Pier Luigi Celli                            | 838.000        | 3,28% |
| 3       | 17 settembre 2012 | Antonio Stornaiolo, Al Bano, Goran Bregović, Checco Zalone, Michele Mirabella, Sergio Rubini, Nicola Di Bari, Bianca Guaccero                                                                          | 1.177.000      | 4,46% |
| 4       | 24 settembre 2012 | Oliviero Beha, Giancarlo Carotti, Giuseppe Cavo Dragone, Andrea Degortes, Michele Gesualdi, Emilio Giannelli, Giulio Giorello, Nicoletta Maraschio, Gianna Nannini, Elio Pierattoni, Simonetta Puccini | 2.023.000      | 7,12% |

### 2ª edizione
| Puntata | Messa in onda  | Ospiti | Telespettatori | Share |
| ------- | -------------- | --- | -------------- | ----- |
| 1       | 17 giugno 2013 | Biagio Antonacci, Ornella Vanoni, Sergio Escobar, Ferruccio Soleri, Ferruccio De Bortoli, Beppe de Tomasi                                                               | 1.515.000      | 6,11% |
| 2       | 24 giugno 2013 | Enrico Brignano, Barbara De Rossi, Roberta Lanfranchi, Iaia Fiastri, Mariarosaria Barbera, Graziano Cecchini, Silvia Venturini Fendi, Pietro Beccari, Donatella Scafati | 1.442.000      | 5,95% |
| 3       | 1º luglio 2013 | Neri Marcorè, Giovanni Allevi, Elisa Di Francisca, Giovanna Trillini, Saverio Marconi, Gianfranco Mariotti, Olimpia Leopardi, Doriano Marcucci                          | 1.133.000      | 4,60% |
| 4       | 8 luglio 2013  | Maurizio Mattioli, Simone Cristicchi, Claudio Strinati, Antonio Adamo, Abdellah Redouane, Riccardo Di Segni, Gino Battaglia                                             | 986.000        | 4,30% |